# Viola buchtienii
Viola buchtienii är en violväxtart som beskrevs av Gandoger. Viola buchtienii ingår i släktet violer, och familjen violväxter. Inga underarter finns listade i Catalogue of Life.